# 9161 Бофорт
9161 Бофорт (9161 Beaufort) — астероїд головного поясу, відкритий 26 січня 1987 року.
Тіссеранів параметр щодо Юпітера — 3,332.